# Pierwszy Kanał Wellandzki

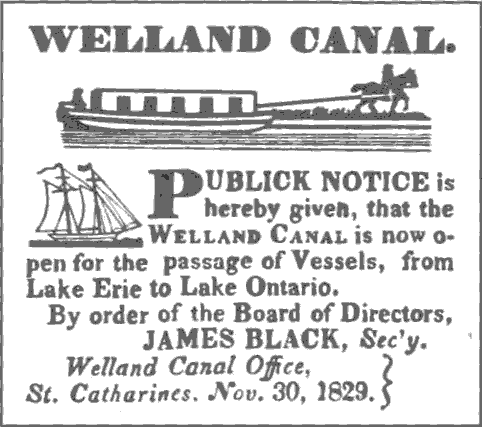
Ogłoszenie w gazecie informujące o otwarciu kanału w 1829 r.

Pierwszy Kanał Wellandzki – pierwszy kanał wodny umożliwiający statkom ominięcie wodospadu Niagara podczas żeglugi na Wielkich Jeziorach Ameryki Północnej. Był to pierwszy z serii pięciu wielkich projektów budowlanych, wynikiem których były kanały łączące jezioro Ontario i jezioro Erie. Prace trwały od 1824 do 1829 i od 1831 do 1833.

## Historia
Wielkie Jeziora powyżej Niagary mają praktycznie ten sam poziom wody. Od Niagary można dopłynąć aż do Sault Ste. Marie (na końcu jeziora Huron), a od jeziora Górnego, znajdującego się głęboko w sercu kontynentu, oddzielają kaskady o łącznej wysokości 7 m. Z kolei poniżej Niagary można dotrzeć jeziorem Ontario i rzeką Świętego Wawrzyńca do portu Montreal, gdzie od 1825 r. mogły zawijać statki oceaniczne. W XIX wieku, kiedy brakowało innej infrastruktury (Kolej Transkanadyjska została ukończona dopiero w 1885 r.), droga wodna była najwygodniejszym sposobem dostania się do wnętrza Ameryki Północnej.
Aby ominąć Niagarę, łodzie wpływały w rzekę Niagara i były wyładowywane w Queenston. Następnie towary (lub, jeśli były małe, również i łodzie) przenoszono 18 km – i 100 m różnicy w wysokości – drogą lądową powyżej wodospadu, do miejscowości Chippawa, gdzie z powrotem ładowano je na łodzie. Proces ten był długi i pracochłonny.
Plan połączenia jezior pojawił się już w 1799 r., kiedy to Robert Hamilton, handlarz z Queenston, wysłał petycję do parlamentu Ontario, aby zbudować kanał pomiędzy Fortem Erie a właśnie Queenston. Nic z tego jednak nie wyszło.
W 1816 r. William Hamilton Merritt kupił młyn na Dwunastomilowym Potoku na zachód od St. Catharines. Poziom wody w potoku wahał się, co utrudniało eksploatację, a szczególnie niski był w 1818 r. To wtedy Merritt zaczął myśleć o kanale doprowadzającym wodę do jego młyna z rzeki Welland powyżej skarpy Niagara.
W tym samym czasie zmierzała ku ukończeniu budowa Kanału Erie, łączącego jezioro Erie z rzeką Hudson i przez nią Nowym Jorkiem. Rywalizacja o statki oceaniczne, jaka istniała między Nowym Jorkiem a Montrealem, mogła zostać przeważona na korzyść tego pierwszego.

## Planowanie

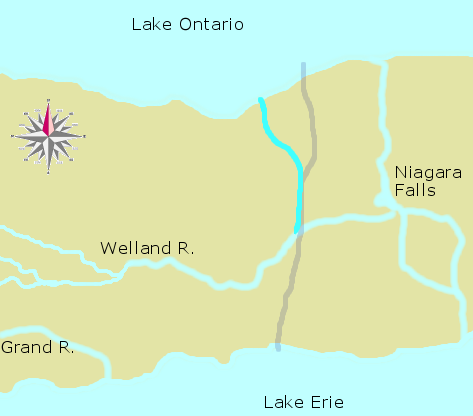
Zaplanowany przebieg kanału. Przebieg obecnego kanału zaznaczony na szaro

W 1818 r., Merritt pożyczył od sąsiada instrument niwelatorski (najprawdopodobniej był to klizymetr) i wraz z kilkoma sąsiadami udał się wytyczyć potencjalną trasę kanału. Od źródeł Dwunastomilowego Potoku w pobliżu dzisiejszego Allanburga wytyczyli oni linię w kierunku południowym, do rzeki Welland, długości około 3 km. Po drodze napotkali wzniesienie. Używając instrumentu, określili jego wysokość na 10 metrów. Byli w błędzie; w rzeczywistości wzniesienie miało 20 metrów wysokości.
4 lipca 1818 Merritt zorganizował zebranie w St. Catharines, wynikiem którego było pismo wysłane do parlamentu Ontario, proszące o fundusze na budowę kanału mającego służyć zarówno doprowadzaniu wody, jak i transporcie łodzi. W 1823 zatrudniono inżyniera Hirama Tibbettsa aby formalnie wytyczył trasę kanału. Zaproponował on poziom wody w kanale 1,2 m poniżej poziomu rzeki Welland. Trasa kanału miała prowadzić od rzeki Welland na północ do obecnego Allanburga, a potem wzdłuż Dwunastomilowego Potoku do wodospadu na nim. Różnica poziomów miała być pokonana za pomocą pochylni. Łodzie miałyby docierać z Port Dalhousie nad jeziorem Ontario potokiem.
19 stycznia 1824 akt parlamentarny utworzył Kompanię Kanału Wellandzkiego (ang. Welland Canal Company). Później w tym samym roku trasę nieco zmieniono. Z Allanburga miała się udać nieco bardziej na północ i zejść ze skarpy Niagary za pomocą serii drewnianych śluz. Na dole skarpy kanał łączył się z miejscowym potokiem, dopływem Dwunastomilowego.

## Budowa
Pierwsza łopata została wbita w okolicy obecnego Allanburga 30 października 1824 r. Ogłoszono przetargi na kontrakty budowlane, ale prace jako taka zaczęła się dopiero w lipcu następnego roku. Gdziekolwiek było to możliwe, poszerzano istniejące cieki wodne, ale nie można było tego zrobić na odcinku pomiędzy Allanburgiem a rzeką Welland, gdzie zaczęto budować głęboki wykop, nazywany Deep Cut (dosłownie „głębokie cięcie”). Wykop miał w założeniu do 20 metrów głębokości. Podczas prac usunięto ponad 750 000 metrów sześciennych materiału.
Gdy prace nad wykopem trwały, zaczęto planować połączenie z jeziorem Erie. Pierwotny plan miał na celu głównie doprowadzenie wody, więc proste połączenie do rzeki Welland było wystarczające. Statki mogły spłynąć rzeką aż do Chippawy i potem płynąć w górę rzeki Niagara, ale ze względu na silny nurt Niagary i bliskość ogromnego wodospadu nie było to najszczęśliwsze rozwiązanie. Zdecydowano się na zbudowanie bezpośredniego połączenia do jeziora, używając w tym celu rzeki Welland i jej dopływu, potoku Forks. Od źródła potoku Forks dwudziestokilometrowy kanał prowadzący przez Wainfleet miał zapewnić połączenie z rzeką Grand tuż przy jej wpływie do jeziora Erie.
We wrześniu 1827 prace nad wykopem w pobliżu Allanburga zostały wstrzymane wskutek ciężkich deszczów, które rozmywały skarpy na brzegach kanału. Siła robocza została przeniesiona do Wainfleet, gdzie zbudowano znaczną długość kanału. W kwietniu następnego roku wznowiono prace nad wykopem pod Allanburgiem.
Niestety, deszcze nie ustawały. 9 listopada 1828, tylko dwa tygodnie przed zaplanowanym ukończeniem prac, skarpa nabrzeżna w pobliżu rzeki Welland osunęła się, zabijając robotników pracujących w wykopie. W następujących tygodniach skarpa osunęła się jeszcze kilka razy.
Stało się jasnym, że nie będzie możliwe wykonanie kanału o tak niskim poziomie wody, aby mógł być zasilany z rzeki Welland.

## Kanał zasilający

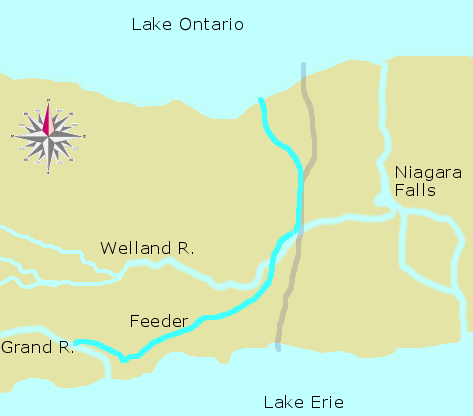
Zaplanowany przebieg kanału zasilającego. Przebieg obecnego kanału zaznaczony na szaro

Jako że kanał łączący główny projekt z rzeką Grand był już w znacznym stopniu wykonany, w grudniu 1828 zdecydowano się użyć go do doprowadzenia odpowiednio spiętrzonej wody. U ujścia Grand zaplanowano w tym celu zaporę, która potem w rzeczywistości została zrealizowana osiem kilometrów w głąb lądu ze względów bezpieczeństwa (było tylko kilkanaście lat po wojnie brytyjsko-amerykańskiej).
Kanał zasilający (ang. Feeder Canal) zbudowano od zapory w kierunku południowo-wschodnim wzdłuż Grand, a potem dołączono do wykończonego kanału prowadzącego na północny wschód. Roboty ziemne zostały ukończone w 177 dni, co na tamte czasy było dużym osiągnięciem.
Kolejnym zadaniem było przeprawienie się przez rzekę Welland, teraz leżącą na niższym poziomie. Zdecydowano się zbudować drewniany akwedukt. Akwedukt zbudowano nie tam, gdzie kanał miał pierwotnie spotkać się z rzeką (obecnie Port Robinson), ale kilka kilometrów w górę rzeki (obecnie Welland). Przez te kilka kilometrów, kanał wykopano równolegle do rzeki, tworząc podłużną wyspę. Na obydwu końcach tego odcinka zbudowano śluzy, pozwalające dostać się z rzeki na kanał i z powrotem.
Do wykończonego kanału wpuszczono wodę z jeziora Erie w listopadzie 1829 roku. Kanał Wellandzki został oficjalnie otwarty 30 listopada 1829, dokładnie pięć lat po wbiciu pierwszej łopaty. Pierwszymi statkami, które przebyły kanał, były Annie and Jane z Yorku (dziś Toronto) oraz R.H. Broughton z Youngstown. Podróż z Port Dalhousie do Buffalo zajęła dwa dni.

## Bezpośrednie połączenie do jeziora Erie
Połączenie kanału z jeziorem Erie nie było zbyt szczęśliwe. Statki miały do wyboru walkę z silnym nurtem rzeki Niagara lub długą podróż aż do ujścia Grand. Zrobiono tak, bo przy założeniu użycia rzeki Welland było to najprostsze i najtańsze rozwiązanie, a bezpośrednio na południe znajdowały się skaliste grunty, w których znacznie trudniej byłoby wykopać kanał niż w miękkich, bagnistych gruntach na terenie Wainfleet.
Pomimo trudnego terenu, w 1830 r. zdecydowano się na przedłużenie kanału prawie bezpośrednio na południe. Jako cel wybrano zatokę nazywaną Żwirową (ang. Gravelly Bay, obecnie Port Colborne) ze względu na schronienie, które mogła oferować statkom czekającym na wejście do kanału. Nowy kanał zaplanowano w linii w zasadzie prostej, z wyjątkiem odcinka gdzie poszerzono mały strumień w jarze aby zminimalizować ilość koniecznych prac ziemnych w skale.
W marcu 1831 Kompania Kanału Wellandzkiego otrzymała 50 000 funtów pożyczki od rządu Górnej Kanady i wkrótce rozpoczęto prace. Z początku były one opóźniane przez deszcze, które były tak silne, że doprowadziły do wybuchu cholery na początku 1832 r. Na szczęście druga połowa roku okazała się suchsza i prace przyspieszyły.
1 czerwca 1833 r. szkuner Matilda, kierujący się do Cleveland z ładunkiem z Oakville przeszedł przez nowo wybudowany kanał. Przebieg wybudowanego wtedy połączenia nie różni się bardzo od obecnego kanału.

## Wykończenie i efekty

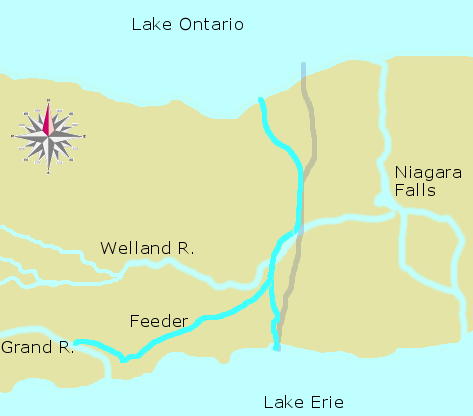
Wykończony pierwszy Kanał Wellandzki. Przebieg obecnego kanału zaznaczony na szaro

Nie licząc kanału zasilającego, Kanał Wellandzki miał 44 km długości. 99,5 m różnicy poziomów między jeziorem Ontario a jeziorem Erie zostało pokonane za pomocą czterdziestu drewnianych śluz. Każda miała 6,7 m szerokości i 33,5 m długości. Głębokość kanału wynosiła 2,4 m w najpłytszym miejscu. Statki nie poruszały się o własnych siłach, były ciągnięte przez konie lub bydło chodzące po ścieżkach wzdłuż kanału (ang. towpath).
Przed budową kanału osadnictwo w regionie koncentrowało się na wybrzeżach – St. Catharines i Newark (później Niagara-on-the-Lake) nad jeziorem Ontario, Queenston i Chippawa nad rzeką Niagara, Fort Erie nad jeziorem Erie. Obszar wewnątrz półwyspu Niagara był miejscami używany w celach rolniczych lub (w pobliżu skarpy Niagary) budowano tam młyny. Sklepy znajdowały się wyłącznie na wybrzeżach. Podczas budowy, robotnicy mieszkali w tymczasowych schronieniach, które z czasem przeobraziły się w stałe osady takie jak Merritton, Thorold, Allanburg, Port Robinson, Welland, czy Port Colborne. Mieszkańcy utrzymywali się z napraw przy kanale, których zawsze było wiele, drobnych robót na statkach lub z usług oferowanych podróżującym przez kanał, a także tym, którzy kanał przecinali mostami.
Ponieważ śluzy i akwedukt wykonane były z drewna, stosunkowo szybko się zużyły. Akwedukt przeciekał, a czasami trzeba było zamykać go dla ruchu, aby przeprowadzić naprawy. Ściany śluz zaczęły się schodzić, zmniejszając już i tak małe dopuszczalne rozmiary statków. Już w 1842 r. – zaledwie trzynaście lat po pierwszym otworzeniu kanału – rozpoczęto budowę drugiego kanału, ze śluzami i akweduktem wykonanymi z kamienia. Aby zmieścić rosnące statki, śluzy były większe i głębsze.
Niewiele z pierwszego kanału ostało się do dziś. Drewniane śluzy rozpadły się, a akwedukt rozebrano (nie jest znane żadne zdjęcie pierwszego akweduktu). Na niektórych odcinkach, m.in. od Allanburga do Port Robinson (miejsce „głębokiego cięcia”) i w pobliżu Portu Colborne, nowe koryta kanałów zbudowano na miejscu starych. W innych miejscach rozrastające się miasta pochłonęły tereny kanału. Resztki koryta, w postaci suchego rowu, można zobaczyć dziś w południowym Thorold kilkaset metrów na zachód od obecnego kanału. Wyjątkiem jest tu kanał zasilający w Wainfleet; mimo że znajduje się w złym stanie, a w kilku miejscach przecięty jest groblami dla dróg, da się go z łatwością zobaczyć i nadal stoi w nim woda.